# 侨英街道
侨英街道是中国福建省厦门市集美区下辖的一个街道办事处。

## 行政区划
侨英街道共辖8个社区，分别是：
浒井社区、孙厝社区、凤林美社区、叶厝社区、兑山社区、东安社区、乐海社区和滨水社区。